# 베를린 벨뷔역
베를린 벨뷔역(Bahnhof Berlin Bellevue)은 베를린 미테구 한자피어텔에 위치한 베를린 S반의 철도역이다. 독일 대통령의 관저인 벨뷔궁 근처에 위치해 있다. 역사 전체는 건축유산으로 지정되어 있다. 베를린의 역사적인 도심에서 약 4 km 서쪽으로 떨어져 있으며, 바르트닝알레(Bartningallee)와 플렌스부르거 슈트라세(Flensburger Straße)에 인접해 있다.

## 역사

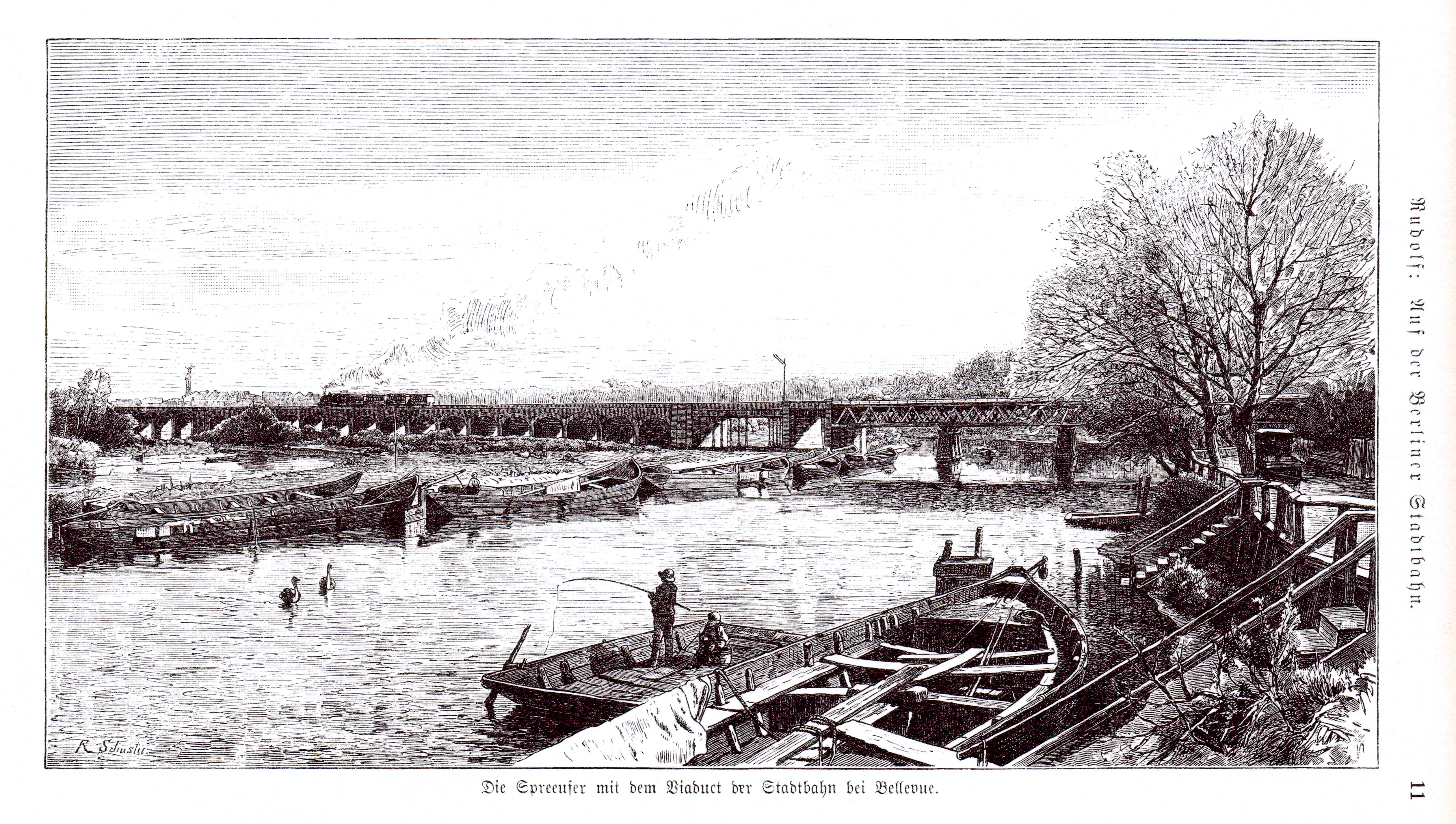
벨뷔 일대의 베를린 도심선, 1882년

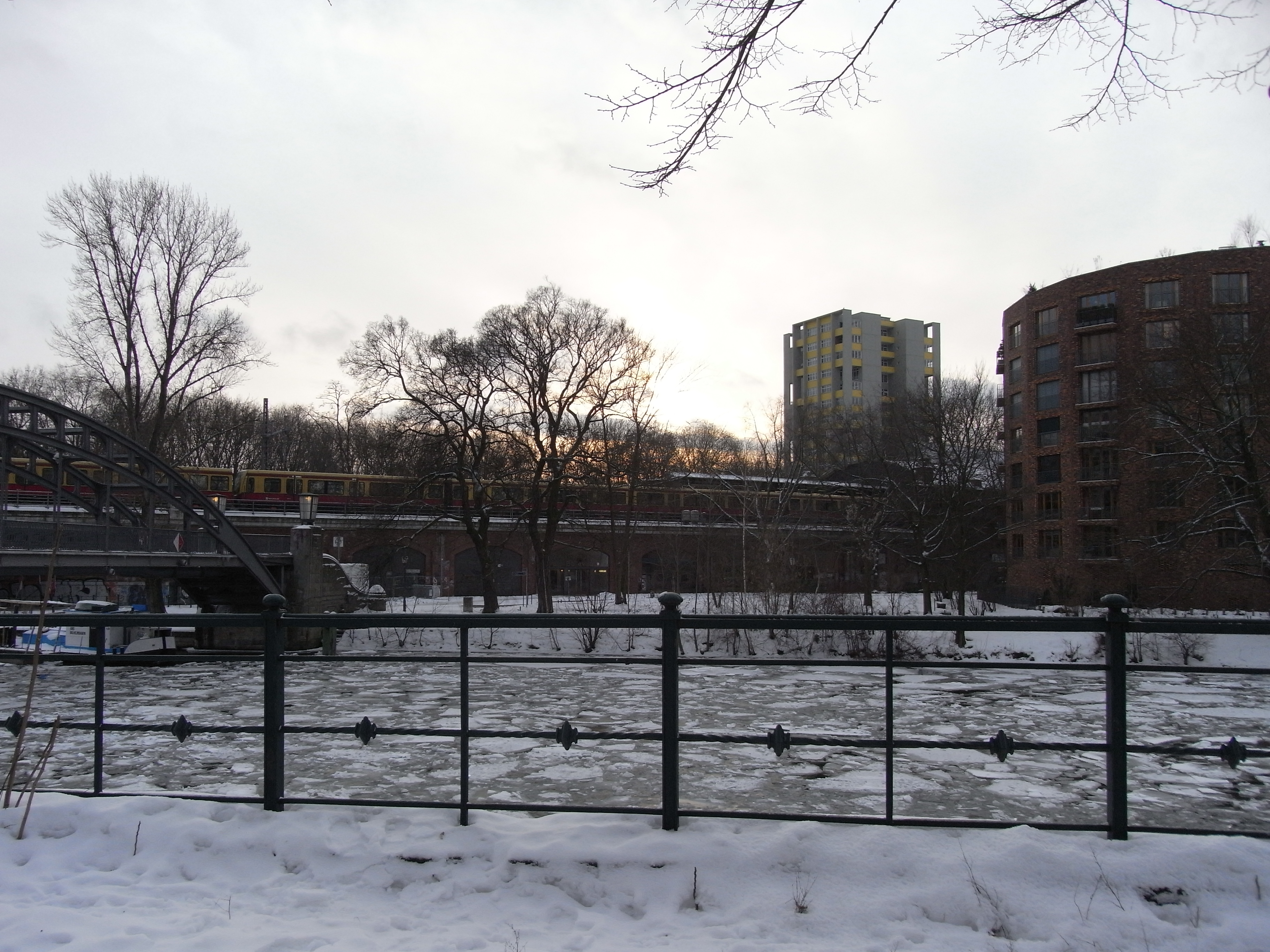
역에서 바라본 헬골렌더 우퍼

역 건물은 도심선과 동시에 1875년에 착공되었고, 1882년 2월 7일에 도심선 개통과 함께 영업을 시작했다. 베를린 하케셔 마르크트역과 함께 베를린 도심선 건설 당시의 형태를 보존하고 있는 역 중 하나이다. 역사 설계는 요한 에두아르트 야콥스탈(Johann Eduard Jacobsthal)이 담당했다. 승강장 길이는 약 93 m이다. 1928년 6월 11일에는 역이 전철화되어 베를린 S반에 편입되었고, 이 과정에서 승강장이 서쪽으로 160 m 길이로 확장되었고 높이도 76 cm에서 96 cm로 높아졌다. 1931년부터 1932년까지 천장 구조물과 바르트닝알레로 향하는 교량 구조물이 개보수되었다.
1945년 말에 영업이 중단되었다가, 같은 해 10월 12일에 영업이 재개되었다. 연합군에 의한 베를린 폭격 피해는 1957년이 되어서야 복구되었다. 베를린 장벽 건설 이후에는 도심선과 S반이 베를린에서 수송 분담률이 낮아졌다가, 통일 이후에 수요가 다시 증가했다. 도심선 개보수를 위해서 1994년 10월 30일부터 1996년 11월 11일까지 영업이 중단되었고, 재개업 초기에는 동부 출입구만 재개통되었다. 개보수 과정에서 역장실이 승강장에 건설되었다.
2015년 말부터 1인 승무용 ZAT-FM이 도입되었다.

## 인접 정차역
| 베를린 S반                     | 베를린 S반 | 베를린 S반                                 |
| ------------------------------ | ---------- | ------------------------------------------ |
| 티어가르텐 슈판다우 방면       | S3         | 베를린 중앙역 에르크너 방면                |
| 티어가르텐 베스트크로이츠 방면 | S5         | 베를린 중앙역 슈트라우스베르크 노르트 방면 |
| 티어가르텐 포츠담 방면         | S7         | 베를린 중앙역 아렌스펠데 방면              |
| 티어가르텐 슈판다우 방면       | S9         | 베를린 중앙역 BER 공항 방면                |

## 참고 문헌
- Jürgen Meyer-Kronthaler, Wolfgang Kramer, 편집. (1998). 《Berlins S-Bahnhöfe – Ein dreiviertel Jahrhundert》. Be.bra. 27–28쪽. ISBN 3-930863-25-1.